# Glena cribrataria
Glena cribrataria är en fjärilsart som beskrevs av Achille Guenée 1858. Glena cribrataria ingår i släktet Glena och familjen mätare. Inga underarter finns listade i Catalogue of Life.